# Valère Novarina
Valère Novarina (Chêne-Bougeries, 4 maggio 1947) è un drammaturgo svizzero.
Le sue opere non presentano una qualsivoglia ambientazione, una trama, un intreccio, dei protagonisti o degli antagonisti, ma si basano esclusivamente sulla parola. Esse traboccano di giochi di parole e doppisensi, tanto da non essere facilmente comprensibili e rappresentabili (il che ha costretto Novarina a scriverne versioni ridotte).

## Biografia
È figlio dell'architetto Maurice Novarina.
Il suo esordio avvenne nel 1974 con L'atelier volant, ancora poco sperimentale, cui seguì nel 1976 Falstafe. A partire da Il dramma della vita del 1983 cominciò a inserire nelle sue opere elenchi lunghissimi di vocaboli e lemmi desueti o semplici neologismi da lui stesso inventati. L'apice della sua innovazione si ebbe con La carne dell'uomo (1994), pantagruelico banchetto al quale prendono parte seimila personaggi con nomi legati all'atto del mangiare.
Nel 2020, Valère Novarina ha vinto il Grand Prix de littérature Paul Morand.